# SIM lock
SIM lock (hay khoá mạng, khoá nhà mạng hoặc khoá trợ cấp) (chính) là một hạn chế kỹ thuật được các nhà sản xuất điện thoại di động tích hợp trong điện thoại di động GSM và CDMA để các nhà cung cấp dịch vụ sử dụng nhằm hạn chế việc sử dụng những điện thoại này ở các quốc gia cụ thể và/hoặc mạng. Điều này trái ngược với điện thoại (trước đây được gọi là không có SIM hoặc đã mở khóa) không áp đặt bất kỳ hạn chế nào về SIM.
Nói chung, điện thoại có thể bị khoá để chỉ chấp nhận thẻ SIM với một số nhận dạng thuê bao di động quốc tế (IMSI); IMSI có thể bị hạn chế bởi:
- Mã quốc gia di động (MCC; ví dụ: sẽ chỉ hoạt động với SIM được cấp ở một quốc gia)
- Mã mạng di động (MNC; ví dụ: AT&T Mobility, T-Mobile, Vodafone, Bell Mobility, v.v.)
- Số nhận dạng thuê bao di động (MSIN; tức là chỉ có thể sử dụng một SIM với điện thoại).